# The Super Powers Team: Galactic Guardians
The Super Powers Team: Galactic Guardians is een Amerikaanse animatieserie gebaseerd op de Justice League-strips van DC Comics. De serie liep van 7 september 1985 tot 6 september 1986. Het was de achtste en laatste incarnatie van de Super Friends-series geproduceerd door Hanna-Barbera.

## Samenvatting
Deze laatste Super Friends-serie keerde terug naar het oorspronkelijke format, met vaste personages en één verhaal per aflevering. De serie wordt door velen gezien als de Super Friends-serie die het meest overeenkomt met de stripseries.
De serie focuste zich vooral op Cyborg en Firestorm. Het team was gelokaliseerd in Metropolis.

## Personages

### The Super Powers Team
| - Superman - Batman - Wonder Woman - Robin - Cyborg - Aquaman |  | - Firestorm - Hawkman - Green Lantern - the Flash - Samurai |

Flash deed enkel mee in de "The Death of Superman" aflevering, en gebruikte nooit zijn krachten.

### Darkseid en helpers
- Darkseid
  - Desaad
  - Kalibak
  - The Parademons

### Individuele schurken
- Lex Luthor
- The Joker
- The Royal Flush Gang
- The Scarecrow
- Brainiac
- Felix Faust
- The Penguin
- Mr. Mxyzptlk
- Mr. Kltpzyxm (Mr. Mxyzptlk Bizarro)
- Bizarro
- Wondezarro (Wonder Woman Bizarro)
- Cyzarro (Cyborg Bizarro)
- Firezarro (Firestorm Bizarro)

## Cast
- Jack Angel - Flash, Hawkman, Samurai
- Rene Auberjonois - DeSaad
- Bill Callaway - Aquaman
- Peter Cullen - Felix Faust
- Danny Dark - Superman and Bizarro
- Ernie Hudson - Cyborg
- Casey Kasem - Robin
- Stanley Ralph Ross - Brainiac
- Michael Rye - Green Lantern
- Olan Soule - Professor Martin Stein
- Andre Stojka- the Penguin
- Mark L. Taylor - Firestorm
- B.J. Ward - Wonder Woman
- Frank Welker - Darkseid, Kalibak, the Joker (Ace), Mr. Mxyzptlk
- Adam West - Batman

## Debuut
In de aflevering "The Fear" werd voor het eerst Batman’s oorsprong verteld buiten de strips. De aflevering was geschreven door Alan Burnett, die later ook meewerkte aan Batman: The Animated Series.
De serie betekende ook het debuut van het personage Cyborg buiten de strips.

## Afleveringen
1. The Seeds of Doom
2. The Ghost Ship
3. The Bizarro Super Powers Team
4. The Darkseid Deception
5. The Fear
6. The Wild Cards
7. Brainchild
8. The Case of the Stolen Powers
9. The Death of Superman
10. Escape From Space City